# Valentin Silaghi
Valentin Silaghi est un boxeur roumain né le 21 avril 1957 à Bobâlna.

## Carrière
Il remporte aux Jeux olympiques d'été de 1980 à Moscou la médaille de bronze dans la catégorie poids moyens.

## Palmarès

### Jeux olympiques
- Médaille de bronze en -75 kg aux Jeux de 1980 à Moscou, URSS